# Grand Prix Japonii 2010
Grand Prix Japonii 2010 – szesnasta runda Mistrzostw Świata Formuły 1 w sezonie 2010.

## Kwalifikacje
Ze względu na warunki atmosferyczne (obfite opady deszczu) sesja kwalifikacyjna została rozegrana w niedzielę rano.

## Lista startowa
Na niebieskim tle kierowcy biorący udział jedynie w piątkowych treningach
| Nr | Kierowca           | Zespół                       | Samochód          | Silnik               | Opony |
| -- | ------------------ | ---------------------------- | ----------------- | -------------------- | ----- |
| 1  | Jenson Button      | Vodafone McLaren Mercedes    | McLaren MP4-25    | Mercedes-Benz FO108X | B     |
| 2  | Lewis Hamilton     | Vodafone McLaren Mercedes    | McLaren MP4-25    | Mercedes-Benz FO108X | B     |
| 3  | Michael Schumacher | Mercedes GP Petronas F1 Team | Mercedes MGP W01  | Mercedes-Benz FO108X | B     |
| 4  | Nico Rosberg       | Mercedes GP Petronas F1 Team | Mercedes MGP W01  | Mercedes-Benz FO108X | B     |
| 5  | Sebastian Vettel   | Red Bull Racing              | Red Bull RB6      | Renault RS27-2010    | B     |
| 6  | Mark Webber        | Red Bull Racing              | Red Bull RB6      | Renault RS27-2010    | B     |
| 7  | Felipe Massa       | Scuderia Marlboro Ferrari    | Ferrari F10       | Ferrari 056          | B     |
| 8  | Fernando Alonso    | Scuderia Marlboro Ferrari    | Ferrari F10       | Ferrari 056          | B     |
| 9  | Rubens Barrichello | AT&T WilliamsF1 Team         | Williams FW32     | Cosworth CA2010      | B     |
| 10 | Nico Hülkenberg    | AT&T WilliamsF1 Team         | Williams FW32     | Cosworth CA2010      | B     |
| 11 | Robert Kubica      | Renault F1 Team              | Renault R30       | Renault RS27-2010    | B     |
| 12 | Witalij Pietrow    | Renault F1 Team              | Renault R30       | Renault RS27-2010    | B     |
| 14 | Adrian Sutil       | Force India Formula One Team | Force India VJM03 | Mercedes-Benz FO108X | B     |
| 15 | Vitantonio Liuzzi  | Force India Formula One Team | Force India VJM03 | Mercedes-Benz FO108X | B     |
| 16 | Sébastien Buemi    | Scuderia Toro Rosso          | Toro Rosso STR5   | Ferrari 056          | B     |
| 17 | Jaime Alguersuari  | Scuderia Toro Rosso          | Toro Rosso STR5   | Ferrari 056          | B     |
| 18 | Jarno Trulli       | Lotus F1 Racing              | Lotus T127        | Cosworth CA2010      | B     |
| 19 | Heikki Kovalainen  | Lotus F1 Racing              | Lotus T127        | Cosworth CA2010      | B     |
| 20 | Sakon Yamamoto     | HRT F1 Team                  | Hispania F110     | Cosworth CA2010      | B     |
| 21 | Bruno Senna        | HRT F1 Team                  | Hispania F110     | Cosworth CA2010      | B     |
| 22 | Nick Heidfeld      | BMW Sauber F1 Team           | BMW Sauber C29    | Ferrari 056          | B     |
| 23 | Kamui Kobayashi    | BMW Sauber F1 Team           | BMW Sauber C29    | Ferrari 056          | B     |
| 24 | Timo Glock         | Virgin Racing                | Virgin VR-01      | Cosworth CA2010      | B     |
| 25 | Lucas Di Grassi    | Virgin Racing                | Virgin VR-01      | Cosworth CA2010      | B     |
| 25 | Jérôme d’Ambrosio  | Virgin Racing                | Virgin VR-01      | Cosworth CA2010      | B     |
| Nr | Kierowca           | Zespół                       | Samochód          | Silnik               | Opony |

## Wyniki

### Sesje treningowe
| Sesja | Nr | Kierowca          | Konstruktor      | Czas     | Okr. |
| ----- | -- | ----------------- | ---------------- | -------- | ---- |
| 1     | 5  | Sebastian Vettel  | Red Bull-Renault | 1:32,585 | 23   |
| 2     | 5  | Sebastian Vettel  | Red Bull-Renault | 1:31,465 | 32   |
| 3     | 17 | Jaime Alguersuari | STR-Ferrari      | 1:55,902 | 9    |

### Kwalifikacje
Źródło: Wyprzedź Mnie!
| Poz. | Nr | Kierowca           | Konstruktor          | Q1       | Q2       | Q3       | Poz. s. |
| --- | --- | ------------------ | -------------------- | -------- | -------- | -------- | ------- |
| 1 | 5 | Sebastian Vettel   | Red Bull-Renault     | 1:32,035 | 1:31,184 | 1:30,785 | 1       |
| 2 | 6 | Mark Webber        | Red Bull-Renault     | 1:32,476 | 1:31,241 | 1:30,853 | 2       |
| 3 | 2 | Lewis Hamilton     | McLaren-Mercedes     | 1:32,809 | 1:31,523 | 1:31,169 | 8       |
| 4 | 11 | Robert Kubica      | Renault              | 1:32,808 | 1:32,042 | 1:31,231 | 3       |
| 5 | 8 | Fernando Alonso    | Ferrari              | 1:32,555 | 1:31,819 | 1:31,352 | 4       |
| 6 | 1 | Jenson Button      | McLaren-Mercedes     | 1:32,636 | 1:31,763 | 1:31,378 | 5       |
| 7 | 4 | Nico Rosberg       | Mercedes             | 1:32,238 | 1:31,887 | 1:31,494 | 6       |
| 8 | 9 | Rubens Barrichello | Williams-Cosworth    | 1:32,361 | 1:31,874 | 1:31,535 | 7       |
| 9 | 10 | Nico Hülkenberg    | Williams-Cosworth    | 1:32,211 | 1:31,926 | 1:31,558 | 9       |
| 10 | 3 | Michael Schumacher | Mercedes             | 1:32,513 | 1:32,073 | 1:31,846 | 10      |
| 11 | 22 | Nick Heidfeld      | BMW Sauber-Ferrari   | 1:33,011 | 1:32,187 | –        | 11      |
| 12 | 7 | Felipe Massa       | Ferrari              | 1:32,721 | 1:32,321 | –        | 12      |
| 13 | 12 | Witalij Pietrow    | Renault              | 1:32,849 | 1:32,422 | –        | 13      |
| 14 | 23 | Kamui Kobayashi    | BMW Sauber-Ferrari   | 1:32,783 | 1:32,427 | –        | 14      |
| 15 | 14 | Adrian Sutil       | Force India-Mercedes | 1:33,186 | 1:32,659 | –        | 15      |
| 16 | 17 | Jaime Alguersuari  | STR-Ferrari          | 1:33,471 | 1:33,071 | –        | 16      |
| 17 | 15 | Vitantonio Liuzzi  | Force India-Mercedes | 1:33,216 | 1:33,154 | –        | 17      |
| 18 | 16 | Sébastien Buemi    | STR-Ferrari          | 1:33,568 | –        | –        | 18      |
| 19 | 18 | Jarno Trulli       | Lotus-Cosworth       | 1:35,346 | –        | –        | 19      |
| 20 | 19 | Heikki Kovalainen  | Lotus-Cosworth       | 1:35,464 | –        | –        | 20      |
| 21 | 25 | Lucas Di Grassi    | Virgin-Cosworth      | 1:36,265 | –        | –        | 21      |
| 22 | 24 | Timo Glock         | Virgin-Cosworth      | 1:36,332 | –        | –        | 22      |
| 23 | 21 | Bruno Senna        | HRT-Cosworth         | 1:37,270 | –        | –        | 23      |
| 24 | 20 | Sakon Yamamoto     | HRT-Cosworth         | 1:37,365 | –        | –        | 24      |
| Poz. | Nr | Kierowca           | Konstruktor          | Q1       | Q2       | Q3       | Poz. s. |
| \| Legenda \| Legenda \| \| ------------------------ \| ---------------------------------------------------------------------------------------------------------------------------------------------------------------------------------------------------------------------------------------------------------------- \| \| Poz. Nr Q1 Q2 Q3 Poz. s. \| Pozycja zajęta w sesji kwalifikacyjnej Numer startowy kierowcy Wynik uzyskany w pierwszej części kwalifikacji Wynik uzyskany w drugiej części kwalifikacji Wynik uzyskany w trzeciej części kwalifikacji Pozycja startowa po uwzględnięniu kar, przesunięć, itp. \| | |                    |                      |          |          |          |         |
| Legenda | |                    |                      |          |          |          |         |
| Poz. Nr Q1 Q2 Q3 Poz. s. | Pozycja zajęta w sesji kwalifikacyjnej Numer startowy kierowcy Wynik uzyskany w pierwszej części kwalifikacji Wynik uzyskany w drugiej części kwalifikacji Wynik uzyskany w trzeciej części kwalifikacji Pozycja startowa po uwzględnięniu kar, przesunięć, itp. |                    |                      |          |          |          |         |

### Wyścig

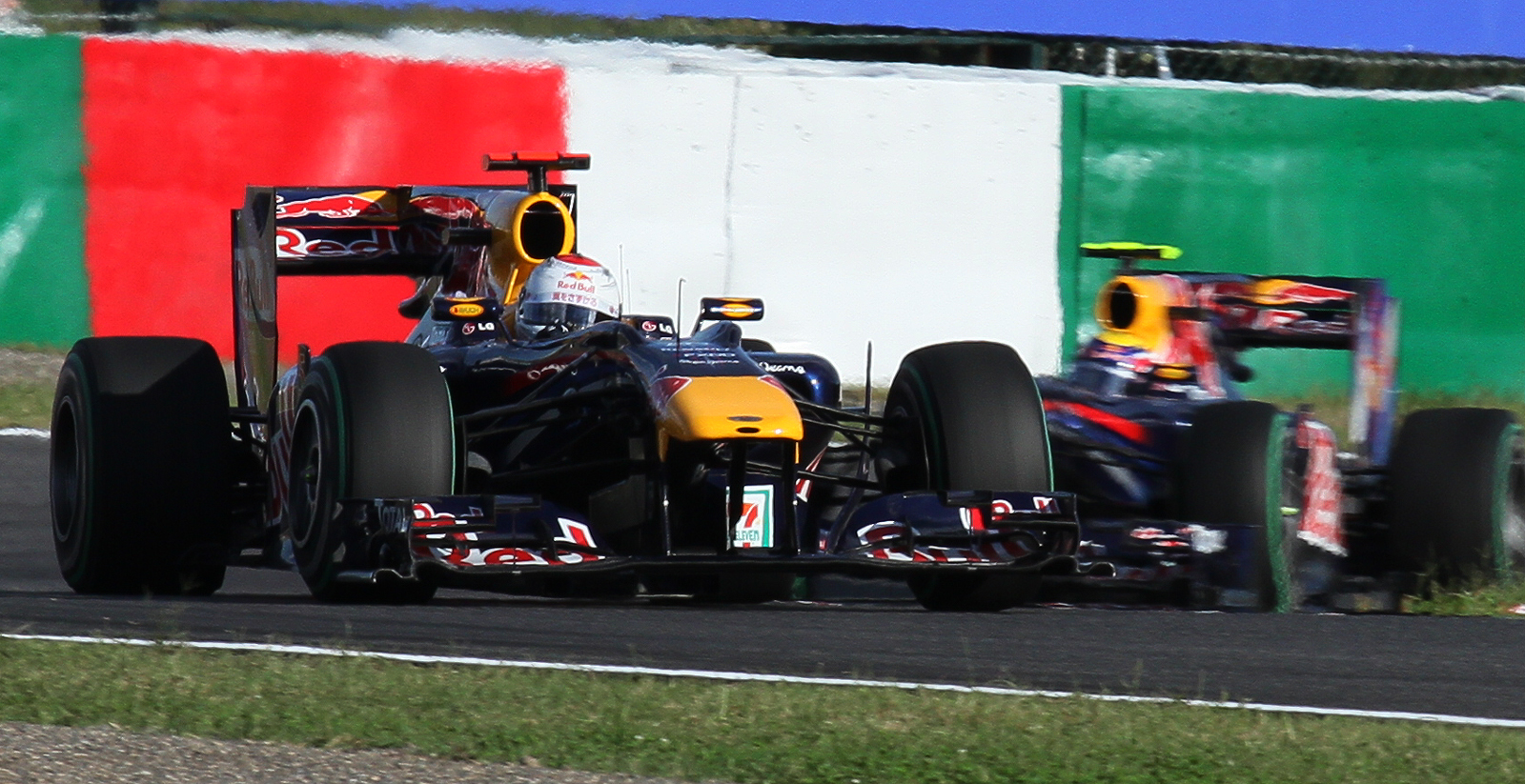
Sebastian Vettel i Mark Webber podczas wyścigu

Źródło: Wyprzedź Mnie!
| P                                                     | + / –     | Nr | Kierowca           | Konstruktor          | Okr. | Czas / Strata    | Komentarz                                |
| ----------------------------------------------------- | --------- | -- | ------------------ | -------------------- | ---- | ---------------- | ---------------------------------------- |
| 1                                                     | Bez zmian | 5  | Sebastian Vettel   | Red Bull-Renault     | 53   | 1h30m27,323      |                                          |
| 2                                                     | Bez zmian | 6  | Mark Webber        | Red Bull-Renault     | 53   | +0:00,905        |                                          |
| 3                                                     | 1         | 8  | Fernando Alonso    | Ferrari              | 53   | +0:02,721        |                                          |
| 4                                                     | 1         | 1  | Jenson Button      | McLaren-Mercedes     | 53   | +0:13,522        |                                          |
| 5                                                     | 3         | 2  | Lewis Hamilton     | McLaren-Mercedes     | 53   | +0:39,595        |                                          |
| 6                                                     | 4         | 3  | Michael Schumacher | Mercedes             | 53   | +0:59,933        |                                          |
| 7                                                     | 7         | 23 | Kamui Kobayashi    | BMW Sauber-Ferrari   | 53   | +1:04,000        |                                          |
| 8                                                     | 3         | 22 | Nick Heidfeld      | BMW Sauber-Ferrari   | 53   | +1:09,648        |                                          |
| 9                                                     | 2         | 9  | Rubens Barrichello | Williams-Cosworth    | 53   | +1:10,846        |                                          |
| 10                                                    | 8         | 16 | Sébastien Buemi    | STR-Ferrari          | 53   | +1:12,806        |                                          |
| 11                                                    | 5         | 17 | Jaime Alguersuari  | STR-Ferrari          | 52   | +1 okr.          |                                          |
| 12                                                    | 8         | 19 | Heikki Kovalainen  | Lotus-Cosworth       | 52   | +1 okr. (94,606) |                                          |
| 13                                                    | 6         | 18 | Jarno Trulli       | Lotus-Cosworth       | 51   | +2 okr.          |                                          |
| 14                                                    | 8         | 24 | Timo Glock         | Virgin-Cosworth      | 51   | +2 okr. (30,196) |                                          |
| 15                                                    | 8         | 21 | Bruno Senna        | HRT-Cosworth         | 51   | +2 okr. (01,558) |                                          |
| 16                                                    | 8         | 20 | Sakon Yamamoto     | HRT-Cosworth         | 50   | +3 okr.          |                                          |
| 17                                                    | 11        | 4  | Nico Rosberg       | Mercedes             | 47   |                  | zawieszenie/koło                         |
| Niesklasyfikowani                                     |           |    |                    |                      |      |                  |                                          |
|                                                       |           | 14 | Adrian Sutil       | Force India-Mercedes | 44   |                  | wyciek oleju                             |
|                                                       |           | 11 | Robert Kubica      | Renault              | 2    |                  | mocowanie koła                           |
|                                                       |           | 10 | Nico Hülkenberg    | Williams-Cosworth    | 0    |                  | kolizja z Pietrowem                      |
|                                                       |           | 7  | Felipe Massa       | Ferrari              | 0    |                  | kolizja z Liuzzim                        |
|                                                       |           | 12 | Witalij Pietrow    | Renault              | 0    |                  | kolizja z Hulkenbergiem                  |
|                                                       |           | 15 | Vitantonio Liuzzi  | Force India-Mercedes | 0    |                  | kolizja z Massą                          |
| Nie wystartowali / niedopuszczeni do ponownego startu |           |    |                    |                      |      |                  |                                          |
|                                                       |           | 25 | Lucas Di Grassi    | Virgin-Cosworth      | 0    |                  | wypadek podczas dojazdu na pola startowe |
| P                                                     | + / –     | Nr | Kierowca           | Konstruktor          | Okr. | Czas / Strata    | Komentarz                                |

### Najszybsze okrążenie
Źródło: Wyprzedź Mnie!
| Nr | Kierowca    | Konstruktor      | Czas     | Okr. |
| -- | ----------- | ---------------- | -------- | ---- |
| 6  | Mark Webber | Red Bull-Renault | 1:33,474 | 53   |

## Prowadzenie w wyścigu
| Nr                              | Kierowca         | Okrążenia       | Suma |
| ------------------------------- | ---------------- | --------------- | ---- |
| 5                               | Sebastian Vettel | 1 – 25, 38 – 53 | 38   |
| 6                               | Mark Webber      | 25 – 26         | 1    |
| 1                               | Jenson Button    | 26 – 38         | 12   |
| \| Wykres \| \| ------ \| \| \| |                  |                 |      |
| Wykres                          |                  |                 |      |
|                                 |                  |                 |      |

## Klasyfikacja po wyścigu
Źródło: Wyprzedź Mnie!

### Kierowcy
| P                 | +/− | Kierowca           | Starty | Punkty | P1 | P2 | P3 | PP | NO | NS |
| ----------------- | --- | ------------------ | ------ | ------ | -- | -- | -- | -- | -- | -- |
| 1                 | 0   | Mark Webber        | 16     | 220    | 4  | 3  | 2  | 5  | 3  | 1  |
| 2                 | 0   | Fernando Alonso    | 16     | 206    | 4  | 2  | 2  | 2  | 4  | 1  |
| 3                 | +1  | Sebastian Vettel   | 16     | 206    | 3  | 2  | 3  | 8  | 3  | 2  |
| 4                 | −1  | Lewis Hamilton     | 16     | 192    | 3  | 3  | 1  | 1  | 3  | 3  |
| 5                 | 0   | Jenson Button      | 16     | 189    | 2  | 3  | 1  | –  | 1  | 2  |
| 6                 | 0   | Felipe Massa       | 16     | 128    | –  | 2  | 2  | –  | –  | 1  |
| 7                 | 0   | Nico Rosberg       | 16     | 122    | –  | –  | 3  | –  | –  | 2  |
| 8                 | 0   | Robert Kubica      | 16     | 114    | –  | 1  | 2  | –  | 1  | 3  |
| 9                 | +1  | Michael Schumacher | 16     | 54     | –  | –  | –  | –  | –  | 1  |
| 10                | −1  | Adrian Sutil       | 16     | 47     | –  | –  | –  | –  | –  | 2  |
| 11                | 0   | Rubens Barrichello | 16     | 41     | –  | –  | –  | –  | –  | 2  |
| 12                | 0   | Kamui Kobayashi    | 16     | 27     | –  | –  | –  | –  | –  | 8  |
| 13                | 0   | Witalij Pietrow    | 16     | 19     | –  | –  | –  | –  | 1  | 4  |
| 14                | 0   | Nico Hülkenberg    | 16     | 17     | –  | –  | –  | –  | –  | 4  |
| 15                | 0   | Vitantonio Liuzzi  | 16     | 13     | –  | –  | –  | –  | –  | 4  |
| 16                | 0   | Sébastien Buemi    | 16     | 8      | –  | –  | –  | –  | –  | 4  |
| 17                | 0   | Pedro de la Rosa   | 14     | 6      | –  | –  | –  | –  | –  | 6  |
| 18                | N   | Nick Heidfeld      | 2      | 4      | –  | –  | –  | –  | –  | 1  |
| 19                | −1  | Jaime Alguersuari  | 15     | 3      | –  | –  | –  | –  | –  | 2  |
| 20                | −1  | Heikki Kovalainen  | 16     | 0      | –  | –  | –  | –  | –  | 5  |
| 21                | −1  | Karun Chandhok     | 10     | 0      | –  | –  | –  | –  | –  | 2  |
| 22                | −1  | Lucas Di Grassi    | 15     | 0      | –  | –  | –  | –  | –  | 6  |
| 23                | −1  | Jarno Trulli       | 16     | 0      | –  | –  | –  | –  | –  | 6  |
| 24                | −1  | Bruno Senna        | 15     | 0      | –  | –  | –  | –  | –  | 9  |
| 25                | −1  | Timo Glock         | 16     | 0      | –  | –  | –  | –  | –  | 6  |
| 26                | −1  | Sakon Yamamoto     | 6      | 0      | –  | –  | –  | –  | –  | 1  |
| Niesklasyfikowani |     |                    |        |        |    |    |    |    |    |    |
| –                 |     | Christian Klien    | 1      | 0      | –  | –  | –  | –  | –  | 1  |
| P                 | +/− | Kierowca           | Starty | Punkty | P1 | P2 | P3 | PP | NO | NS |

### Konstruktorzy
| P  | +/− | Konstruktor          | Starty | Punkty | P1 | P2 | P3 | PP | NO | NS |
| -- | --- | -------------------- | ------ | ------ | -- | -- | -- | -- | -- | -- |
| 1  | 0   | Red Bull-Renault     | 32     | 426    | 7  | 5  | 5  | 13 | 6  | 3  |
| 2  | 0   | McLaren-Mercedes     | 32     | 381    | 5  | 6  | 2  | 1  | 4  | 5  |
| 3  | 0   | Ferrari              | 32     | 334    | 4  | 4  | 4  | 2  | 4  | 3  |
| 4  | 0   | Mercedes             | 32     | 176    | –  | –  | 3  | –  | –  | 2  |
| 5  | 0   | Renault              | 32     | 133    | –  | 1  | 2  | –  | 2  | 7  |
| 6  | 0   | Force India-Mercedes | 32     | 60     | –  | –  | –  | –  | –  | 6  |
| 7  | 0   | Williams-Cosworth    | 32     | 58     | –  | –  | –  | –  | –  | 6  |
| 8  | 0   | BMW Sauber-Ferrari   | 31     | 37     | –  | –  | –  | –  | –  | 15 |
| 9  | 0   | Toro Rosso-Ferrari   | 32     | 11     | –  | –  | –  | –  | –  | 6  |
| 10 | 0   | Lotus-Cosworth       | 30     | 0      | –  | –  | –  | –  | –  | 12 |
| 11 | 0   | HRT-Cosworth         | 32     | 0      | –  | –  | –  | –  | –  | 13 |
| 12 | 0   | Virgin-Cosworth      | 30     | 0      | –  | –  | –  | –  | –  | 12 |
| P  | +/− | Konstruktor          | Starty | Punkty | P1 | P2 | P3 | PP | NO | NS |